# Maurille d'Angers
Pour les articles homonymes, voir Maurille.
Maurille (Maurilius en latin), né vers 363 à Milan et mort en 453 à Angers, est le quatrième évêque d'Angers, considéré saint par les Églises catholique et orthodoxe. Maurille est fêté le 13 septembre. Il est le saint patron des pêcheurs et des jardiniers. Dans l'iconographie catholique romane, il est représenté comme un évêque avec un poisson et tenant une clef ou une bêche. Les églises de  Chalonnes-sur-Loire,  Chérancé, Saint-Morillon, Souvigné-sur-Sarthe et Saint-Moreil honorent son nom.

## Biographie
Les trois sources hagiographiques pour les premiers saints sont des ouvrages monumentaux de Jean Croiset (1656-1738), en français et d'Alban Butler (1710-1773), en anglais, mais traduits en français par Jean-François Godescard (1728-1800) et l’œuvre de la Société des Bollandistes. Le « Butler » a été continuellement augmenté et mis à jour avec des découvertes historiques. La comparaison du texte originel, pages 164-165 avec le texte publié en 2015 est édifiant.
La seule authentique Vie de saint Maurille a été écrite par Mainbeuf d'Angers, l'un de ses successeurs, vers 620. D'autres récits, plus tardifs, sont très sujets à caution. L'un d'eux, écrit vers 905 par un certain Archanaldus (qui prétendait que le livre avait été écrit par Venance Fortunat et corrigé par Grégoire de Tours) est la source de l'invention du saint légendaire saint René d'Angers et de l'iconographie utilisée pour représenter saint Maurille. La supercherie a été découverte seulement en 1649. 
Le récit de Mainbeuf
Maurille naquit au sein de la famille d'un patricien milanais, riche et croyant. Ses parents le mirent tôt sous la houlette du futur saint Martin qui, venant de Pannonie (Hongrie), avait décidé de se retirer dans un ermitage avant de l'ouvrir à des jeunes gens. Mais Martin subit l'hostilité de certains ariens et se vit contraint de quitter la ville, abandonnant-là sa première tentative de vie monacale. Saint Ambroise prit alors Maurille comme lecteur et l'exerça au chant. 
Vers l'âge de vingt ans après la mort de son père, il quitta sa famille et son pays pour rejoindre la ville de Tours où Martin était devenu évêque et se remit sous sa direction. Suivant les compétences qu'il apprit auprès d'Ambroise, Martin le plaça comme chantre. Puis il accéda à la prêtrise avant d'être envoyé à Angers pour y travailler au salut des âmes. 
Après une école druidique assez importante, il y avait à Chalonnes-sur-Loire (à l'époque Calonna)  un temple romain où était célébré le culte païen. Maurille s'y rendit et pria Dieu de l'aider à le défaire. Le feu vint alors du ciel et réduisit le temple en cendre. À la place, Maurille décida la construction d'une chapelle (aujourd'hui l'église Notre-Dame) autour de laquelle vinrent se regrouper les quelques chrétiens. Maurille resta là une vingtaine d’années à consolider la communion de fidèles et à venir en aide aux divers besoins de la population.   
C'est ainsi qu'il se mit à faire des miracles : 
- Après avoir passé une nuit en prière, il guérit un habitant de la Possonnière qui était perclus des deux mains.
- On lui amena aussi une femme aveugle qui était enchaînée et garrottée parce qu’elle était possédée par un démon responsable de son infirmité. Il la regarda d’un œil et son regard était si fort que le démon fut contraint de sortir de la femme. Il fit le signe de la croix sur ses yeux et lui rendit la vue.
- Par ses prières il obtint un enfant pour une femme d’Angers, qui était stérile et déjà d’un grand âge.
- Il y avait encore, près de Chalonnes, un temple nommé Prisciacus, dans lequel on rendait des cultes abominables. Il s’y rendit pour le détruire. Les démons lui dirent : « Pourquoi, Maurille, nous persécutez-vous avec tant de rigueur ? Nous ne saurons plus nous cacher dans ce pays. Vous nous cherchez partout et vous nous forcez à nous enfuir ». Maurille les chassa et, après avoir fait un monceau de toutes les idoles, il y mit le feu. Sur les ruines, il bâtit le monastère de Saint-Pierre de Chalonnes.

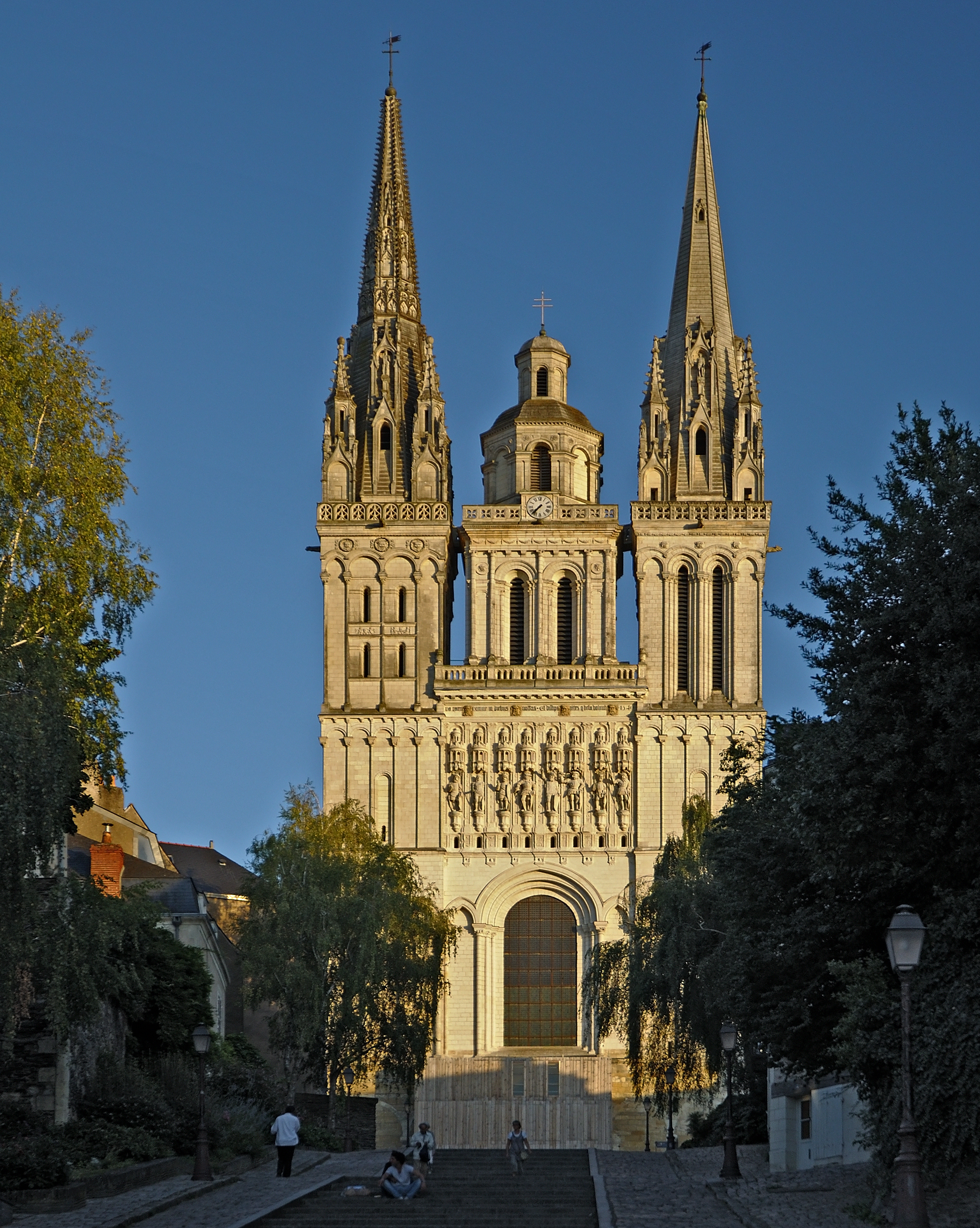
Façade de la cathédrale Saint-Maurice d'Angers. En 1980, des peintures murales du XIII relatant la vie de saint Maurille ont été mises à jour dans l'abside.

- Un jour, il rencontra une troupe d’esclaves guidés par des marchands qui les emmenaient en Espagne où ils pourraient facilement les vendre. Un esclave se sauva du groupe et vint se jeter au pied de Maurille, le suppliant de le délivrer. Maurille négocia avec le marchand qui resta inflexible. Maurille fit alors une prière et le marchand fut saisi de fièvre et mourut dans l’instant.

Tous les autres captifs croyant qu’ils subiraient un châtiment pour ce qui s’était passé, supplièrent Maurille d’obtenir la grâce pour le marchand. Maurille se prosterna alors et ne se releva qu’au moment où le marchand ressuscita.
Celui-ci libéra alors les esclaves et fit de grands dons à Maurille.
L’évêque d’Angers était mort en 423. On alla chercher Maurille pour le remplacer. En entrant dans l’église, une colombe arriva et se posa sur sa tête. Saint Martin lui imposa alors les mains et le consacra évêque d'Angers.
Maurille reste évêque pendant trente ans et meurt en 453. Il est enterré dans l'église Notre-Dame d'Angers qu'il a fondée, qui devint plus tard la cathédrale Saint-Maurice d'Angers. Sous la prélature de l'évêque Neffingue (966-973), lors de la translation des reliques de saint Maurille dans une nouvelle châsse, de nouveaux miracles sont rapportés. On trouve quelques précisions sur ces miracles dans les archives de la Société des Bollandistes.
La concomitance de ces miracles tardifs et la publication de la légende de saint René est à noter. 

Le récit d'Archanaldus
L’enfant, que Maurille avait réussi à obtenir à une femme, tomba malade gravement. Comme sa mère craignait qu’il ne mourut avant d’avoir obtenu le sacrement de confirmation, elle l’apporta d'urgence à l’église de Maurille. Mais comme celui-ci disait la messe, il ne put être interrompu et l’enfant mourut pendant ce temps-là. 
Quand il apprit cela, Maurille résolut d’expier cette faute le temps nécessaire. Comme il ne lui était pas facile de le faire sur place, il décida de partir pour l’Angleterre afin d’y pratiquer les austérités nécessaires. Il sortit en cachette d’Angers et se rendit à un port de pêche pour y prendre un bateau. Pendant qu’il attendait, il marqua son nom, sa qualité et la date de son passage sur une pierre.
Arrivé en pleine mer, il s’aperçut qu’il avait emmené avec lui les clefs des reliques de son église. Comme il les tenait dans ses mains en se demandant pourquoi il les avait emportées, le démon le troubla et les clefs tombèrent dans l’eau. Il fondit alors en larmes et se jura de ne jamais rentrer à Angers sans avoir retrouvé les clefs.
En Angleterre, il s’habilla pauvrement et se loua comme jardinier à un seigneur. 
Au même moment, les Angevins étaient attristés de ne plus voir leur évêque et surtout de ne pas savoir où il était passé. Plusieurs dirent que s’ils ne le retrouvaient pas, Angers serait affligée de grands malheurs. Ils choisirent donc quatre d’entre eux pour partir à sa recherche. Ils parcourent l’Europe occidentale pendant sept ans sans rien trouver. Il ne restait plus que l’Angleterre à fouiller. Comme ils attendaient un bateau, ils s’étaient assis sur la pierre marquée et virent l’inscription laissée par Maurille.
Ils s’embarquèrent donc avec joie. Arrivés en pleine mer, un gros poisson s’élança et vint tomber dans leur navire. Cela les étonna, mais ils furent encore plus surpris lorsqu’ils eurent ouvert le ventre du poisson, d’y trouver les clefs des reliques d’Angers. Ils pensèrent alors que Maurille avait aussi été englouti par un poisson. Mais la nuit suivante ils eurent un songe qui leur ordonnait de poursuivre leur route.
L'ensemble des fidèles, dont la douleur était inconsolable, le firent si bien rechercher, qu'on découvrit sa retraite ; mais il refusa de revenir au milieu de son troupeau, disant : « Je ne puis ; car ayant perdu sur mer les clefs des reliques de ma cathédrale, que j'avais emportées par mégarde, j'ai fait serment de ne plus paraître à Angers avant de les avoir retrouvées ». 
« Les voici, lui dirent les envoyés ; pendant notre traversée, un poisson fut jeté sur le pont du navire par la vague, et dans son ventre on a trouvé ces clefs ». 
Maurille obéit à la Volonté du ciel. À son retour, il se fit conduire au tombeau de l'enfant, et, les yeux baignés de larmes, il demanda à Dieu de lui rendre la vie. Le petit ressuscité reçut, à cause de cette seconde naissance, le nom de René, et fut le successeur légendaire de Maurille sur le siège d'Angers devenant saint René d'Angers.
Le successeur réel de Maurille a été Thalasse (453-462) dont le nom évoque la mer (du grec thalassa), et les clefs et le poisson sont devenus les signes iconographiques de saint Maurille.

## Apparition mariale et sanctuaires

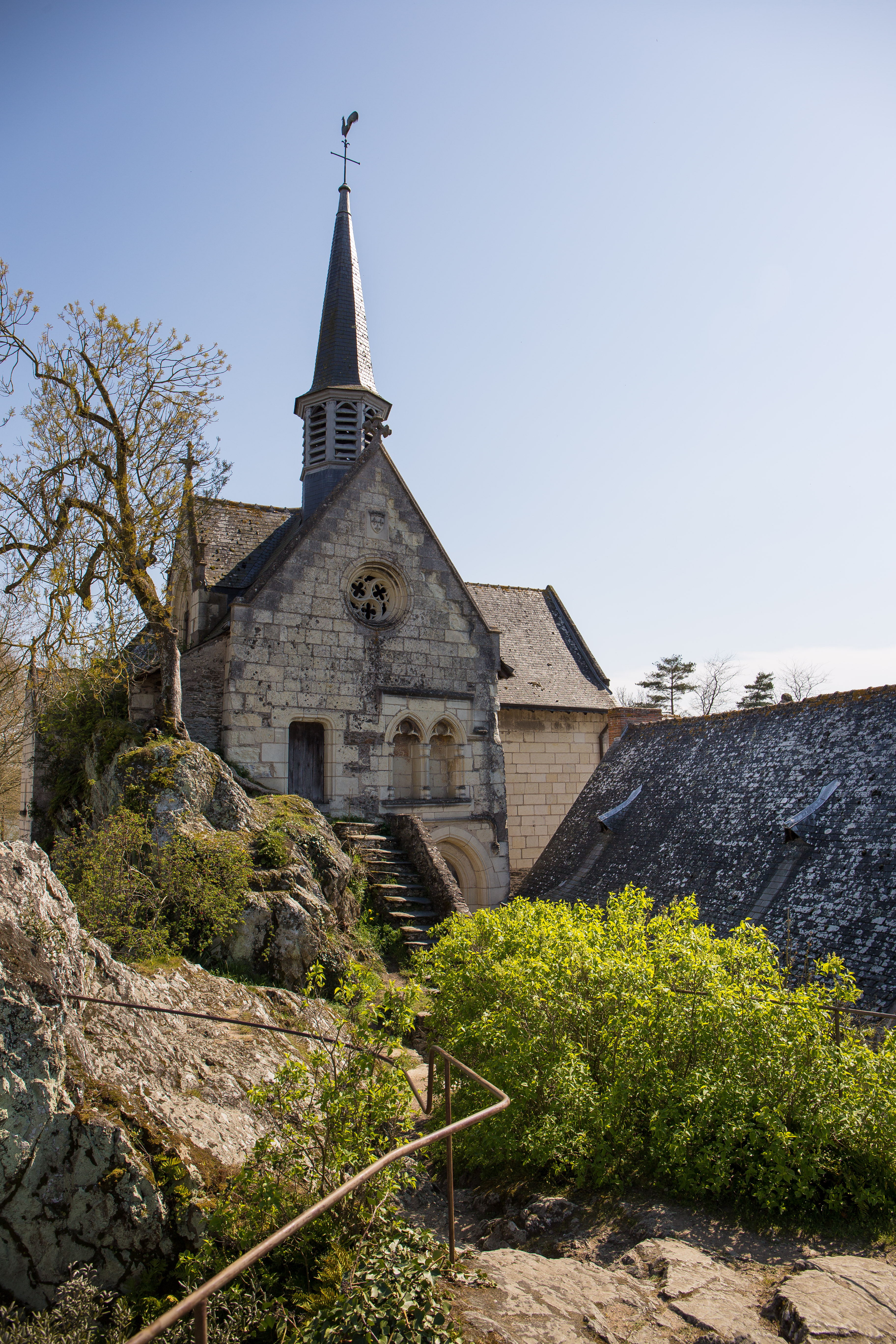
L'église Notre-Dame de Béhuard.

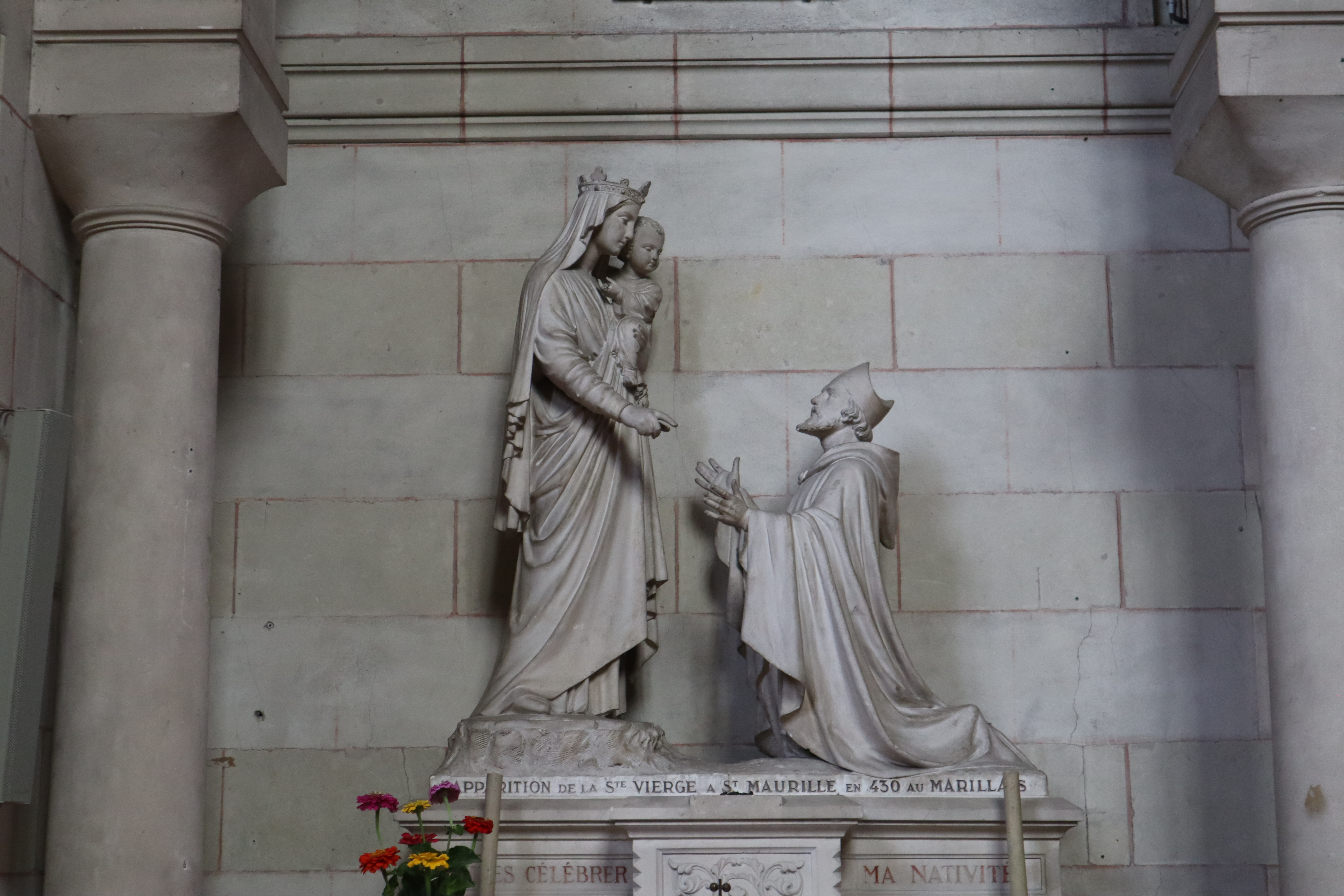
Sculpture rappelant l'apparition mariale de 430, église Notre-Dame du Marillais.

Maurille est également célèbre pour avoir connu une apparition mariale en 430, lui demandant, en tant qu'évêque, d’instituer comme fête solennelle le 8 septembre le jour de naissance de la Vierge. De fait, après avoir connu un développement important à Milan, la fête de la Nativité de Marie va prendre un essor dans la région sous l'appellation de Notre-Dame Angevine. 
L'apparition se situa au lieu-dit « La Croix Pichon », au confluent de l'Èvre et de la Loire près de Saint-Florent-le-Vieil. Le bourg du Marillais va se développer autour d'un petit oratoire qui fut construit sur le lieu de l'apparition devenant un but de pèlerinage important qui nécessita bien plus tard, entre 1890 et 1913, la construction d'une basilique devenue elle-même le sanctuaire Notre-Dame du Marillais.   
Maurille est aussi à l'origine de la dévotion mariale de Notre-Dame de Béhuard sur la Loire avec de même le développement d'un pèlerinage que le roi Louis XI promut. Des processions, un sanctuaire et une association existent toujours. 

### Note
1. ↑  Autrefois, la fonction du chantre n'était pas seulement de chanter aux messes. Il pouvait également recruter et enseigner le chœur, diriger les répétitions, interpréter les rubriques, expliquer les cérémonies et même veiller au bon fonctionnement de certaines charges plus officielles. En général, il ordonnait l'office divin et composait des hymnes, parfois des séquences, voire des hagiographies.